# Sötét fenyőcincér
A sötét fenyőcincér (Arhopalus ferus) a cincérfélék családjába tartozó, Eurázsiában honos, fenyőfákon élő bogárfaj. 

## Megjelenése
A sötét fenyőcincér hímjének testhossza 9-25 mm, a nőstény 14-27 mm-es. Alakja viszonylag erőteljes, az előtor felülről nézve nagyjából kör alakú, a szárnyfedők oldalvonalai kb a felükig párhuzamosak, utána ívesek. Egész teste sötétbarna vagy barnásfekete. Az előtor nagyon sűrűn és finoman, oldalt ráncolva pontozott, hosszanti középvonala bemélyedő, kétoldalt egy-egy lapos bemélyedés látható. A szárnyfedőkön két-két hosszanti, alig kiemelkedő borda található, pontozása elmosódott és ritkás. Szemei csupaszok. A hátulsó lábfej harmadik íze csak közepéig kikanyarított. 

### Hasonló fajok
Nagyon hasonlít hozzá közeli rokona, a jóval gyakoribb gödrösnyakú cincér; lárvájuk sokszor egy fatörzsben fejlődik.

## Elterjedése és életmódja
Eurázsiában (az Ibériai-félszigettől Kis-Ázsián és Szírián keresztül Kazahsztánig és Nyugat-Szibériáig) és Észak-Afrikában honos. Új-Zélandra az 1950-es években behurcolták. Magyarországon ritka, csak néhány helyről (Kőszeg, Sopron, Veszprém, Magyaróvár, Pécs környéke) ismert.  
Lárvája különféle fenyőfélék (főleg erdei- és feketefenyő, de luc, jegenyefenyő, vörösfenyő is) elhalt törzsében fejlődik, különösen kedveli az erdőtüzekben megégett fákat, de károsíthatja a kitermelt faanyagot is. A lárva eleinte a kéreg alatt él, majd ahogy fejlődik, egyre beljebb rág. Életciklusa 3-4 évig tart. Az imágó júniustól szeptemberig rajzik. Alkonyatkor és éjjel aktív, többnyire a tápnövény körül tartózkodik. 

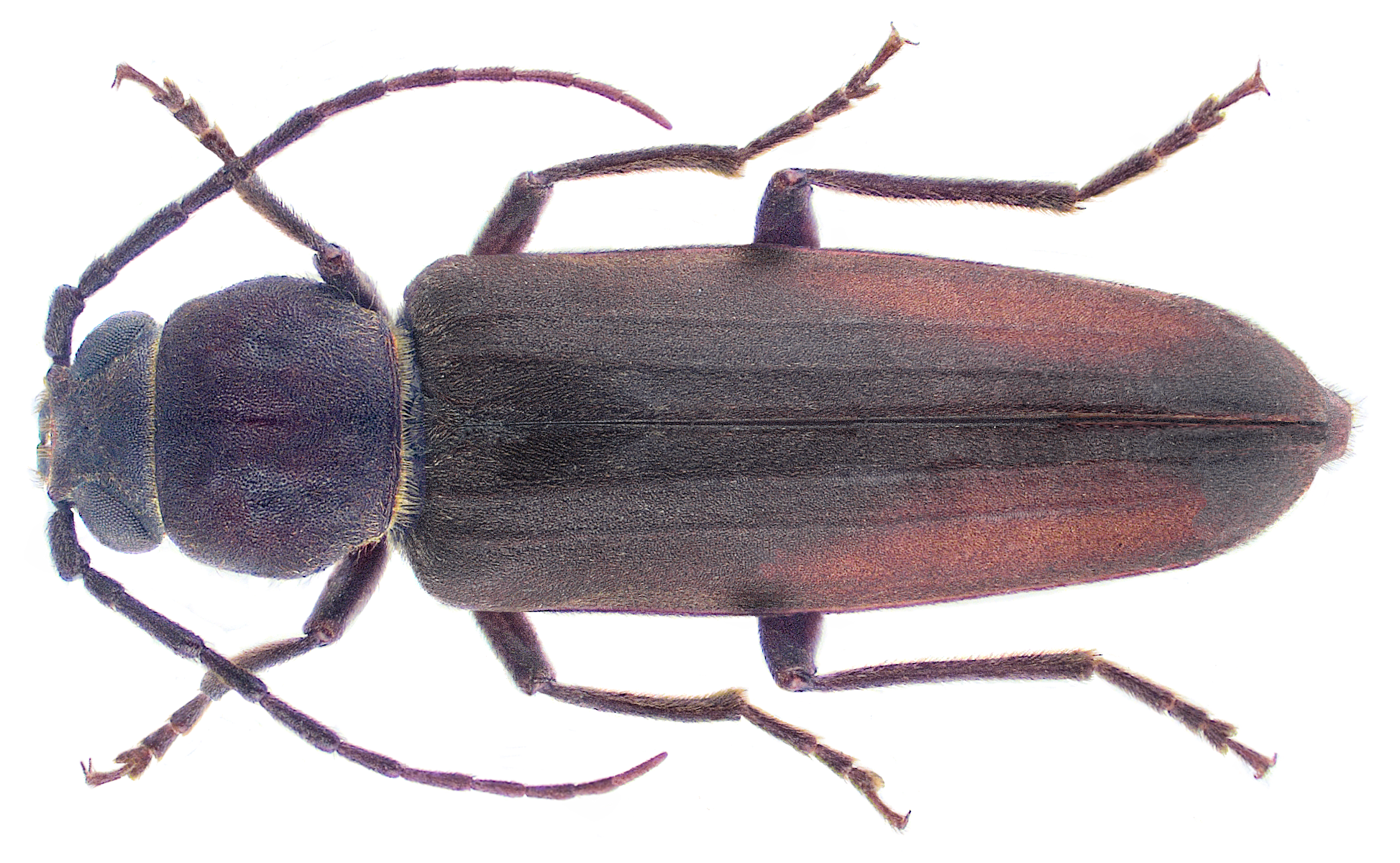
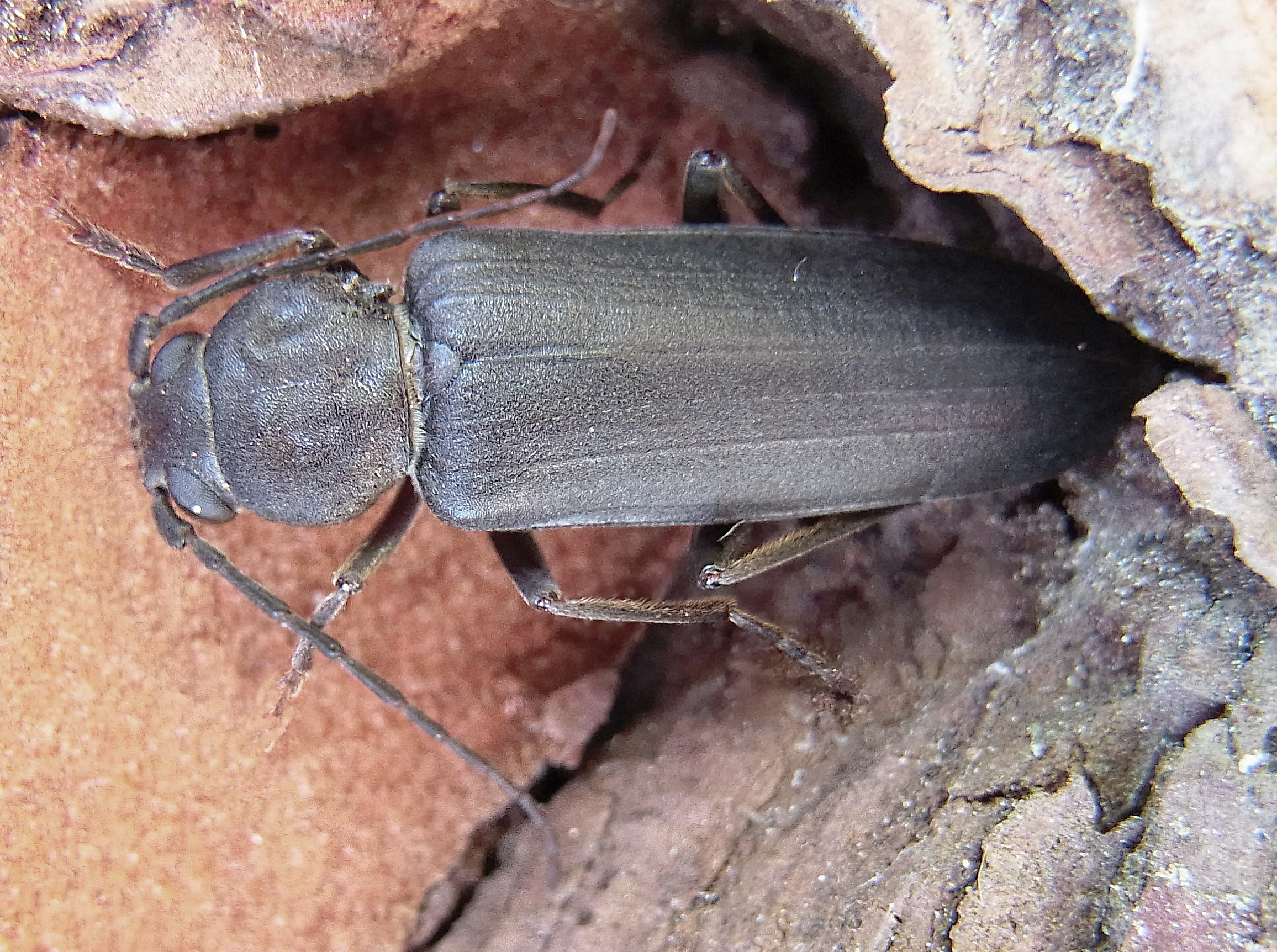
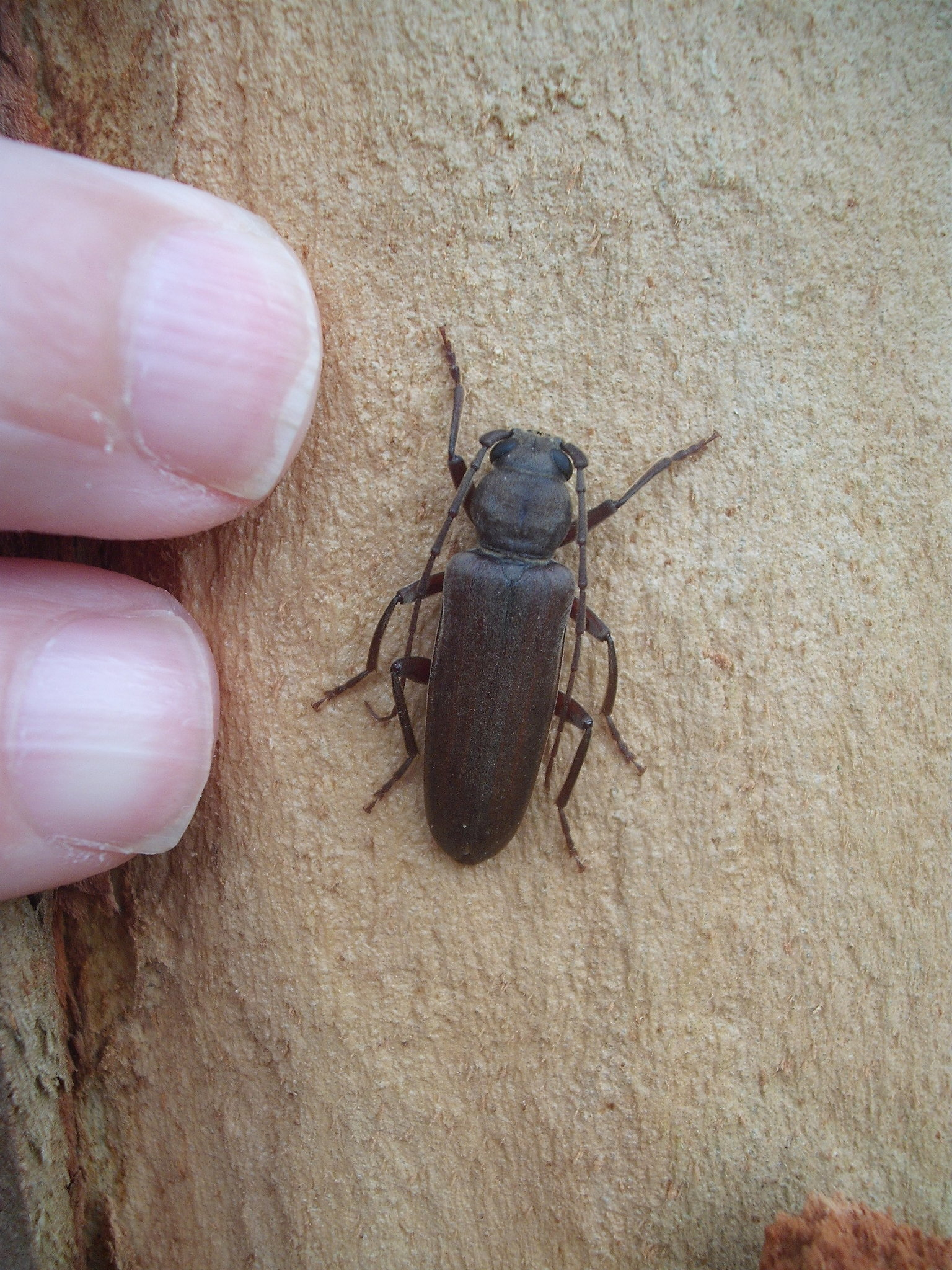
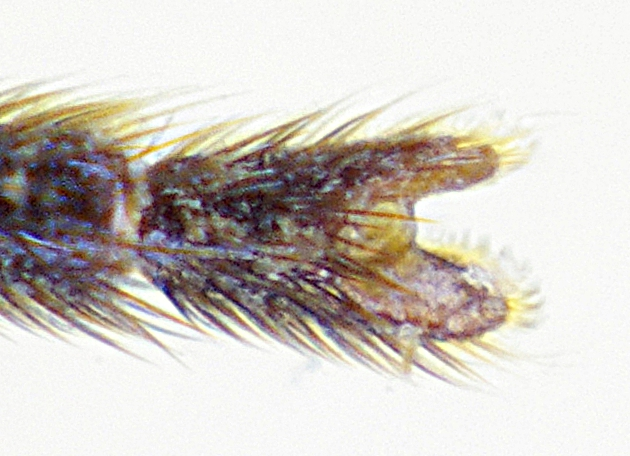
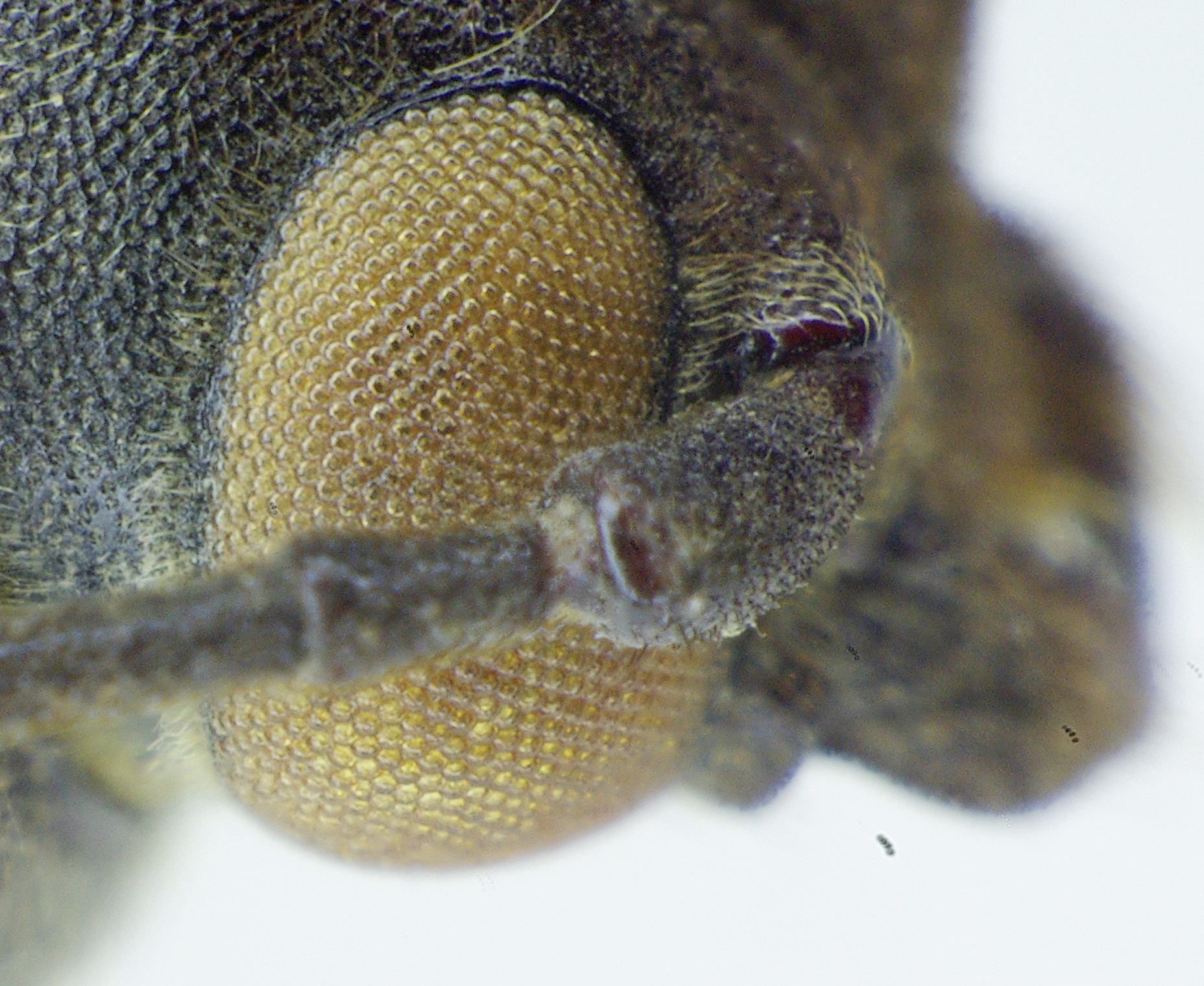

Magyarországon nem védett.